# Спарток I
Спарток I (греч. Σπαρτοκος; умер в 433 до н. э.) — правитель Боспорского царства в 438/437 — 433/432 годах до н. э. Основатель династии Спартокидов. Упоминается Диодором Сицилийским: «при архонте в Афинах Теодоре… в Азии, царствовавшие над Киммерийским Боспором, так называемые Археанактиды, правили 42 года. Власть принял Спарток и правил 7 лет».
Относительно прихода к власти и происхождении Спартока прямые сведения античных авторов отсутствуют, в связи с чем существуют различные научные гипотезы.
Без сомнения, власть Спартока была тиранической. Скорее всего, он занимал какой-то высокий пост при предыдущей династии Археанактидов, был одним из ближайших вельмож правителя или командовал наёмными войсками. Последнее подвергалось определённым сомнениям, но сейчас ясно, что финансовые возможности государства позволяли оплатить наём солдат.
Относительно происхождения Спартока высказывались мнения о его происхождении из греческого аристократического рода, скифской среды, меотов, синдов или фракийцев. В настоящее время последняя версия может считаться общепризнанной. В качестве основного аргумента используется то, что имя «Спарток» является фракийским по происхождению, а во Фракии известен царевич с таким именем. Кроме того, целый ряд традиций захоронений Спартокидов указывает на фракийское влияние. В последние время снова высказываются некоторые аргументы в пользу греческого происхождения династии, однако пока эта гипотеза не стала популярной.